# Гранична вредност
Гранична вредност је један од основних појмова математичке анализе. Помоћу појма граничне вредности дефинишу се непрекидност, математички изводи и интеграли. Разликују се гранична вредност низа и гранична вредност функције. Гранична вредност описује број коме тежи вредност функције или вредност члана математичког низа, када се аргумент функције или индекс низа приближе некој вредности.
У математичким формулама гранична вредност се обично означава са lim, као на пример , или стрелицом (→), као на пример .
Математичари су интуитивно познавали концепт граничне вредности већ у другој половини XVII века, што се види у радовима Исака Њутна. То је случај и са радовима Ојлера и Лагранжа из XVIII века. Прву строго научну дефиницију граничне вредности дали су Болцано 1816. и Коши 1821. године.
Концепт границе низа је даље генерализован на концепт границе тополошке мреже, и уско је повезан са границом и директном границом у теорији категорија.
У формулама, граница функције се обично пише као
{\displaystyle \lim _{x\to c}f(x)=L,}
(иако неколико аутора користи „Lt“ уместо „lim“) и чита се као „граница f од x како се x приближава c једнака je L. Чињеница да се функција f приближава граници L док се x приближава c се понекад означава са стрелицом надесно (→ или {\displaystyle \rightarrow }), као у
{\displaystyle f(x)\to L{\text{ as }}x\to c,}
које се чита: „{\displaystyle f} од {\displaystyle x} тежи ка {\displaystyle L} кад {\displaystyle x} тежи ка {\displaystyle c}”.

## Гранична вредност функције
Функција {\displaystyle f(x)} има граничну вредност {\displaystyle L} у тачки {\displaystyle x_{0}}, ако је за све вредности {\displaystyle x}, довољно блиске тачки {\displaystyle x_{0}}, вредност {\displaystyle f(x)} довољно блиска вредности {\displaystyle L}.
Данас се најчешће користи дефиниција граничне вредности функције коју је Карл Вајерштрас формализовао у 19. веку. Она гласи: Нека је ƒ функција дефинисана на отвореном интервалу који садржи вредност c (осим можда у самој тачки c) и нека је L реалан број. Онда формула
{\displaystyle \lim _{x\to c}f(x)=L\,}
значи да за свако реално ε > 0 постоји реална вредност δ > 0 таква да је за свако x које испуњава услов 0 < |x − c| < δ, имамо да је || < ε.
То се у математичкој нотацији записује као:
{\displaystyle \forall \varepsilon >0\ \exists \ \delta >0:\forall x\quad (0<|x-c|<\delta \ \Rightarrow \ |f(x)-L|<\varepsilon ).}
Огистен Луј Коши је 1821. године, праћен Карлом Вајерштрасом, формализовао дефиницију границе функције која је постала позната као (ε, δ)-дефиниција границе. Дефиниција користи ε (мало грчко слово епсилон) да представи било који мали позитиван број, тако да „f(x) постаје произвољно близу L“ што значи да f(x) на крају лежи у интервалу (L − ε, L + ε), који се такође може написати коришћењем апсолутне вредности као |f(x) − L| < ε. Фраза „како се x приближава c“ онда указује да се односи на вредности x, чија је удаљеност од c мања од неког позитивног броја δ (мало грчко слово делта)—то јест, вредности x унутар било које (c − δ, c) или (c, c + δ), што се може изразити са 0 < |x − c| < δ. Прва неједнакост значи да је x ≠ c, док друга указује да је x унутар удаљености δ од c.
Горња дефиниција границе је тачна чак и ако је f(c) ≠ L. Заиста, функција f не мора бити ни дефинисана на c.
На пример, ако
{\displaystyle f(x)={\frac {x^{2}-1}{x-1}}}
тада f(1) није дефинисано (види неодређени облик), али како се x креће произвољно близу 1, f(x) се на одговарајући начин приближава 2:
| f(0.9) | f(0.99) | f(0.999) | f(1.0)       | f(1.001) | f(1.01) | f(1.1) |
| 1.900  | 1.990   | 1.999    | недефинисано | 2.001    | 2.010   | 2.100  |

Дакле, f(x) се може произвољно приближити граници од 2 - само тако што се x учини довољно близу 1.
Другим речима,
{\displaystyle \lim _{x\to 1}{\frac {x^{2}-1}{x-1}}=2.}
Ово се такође може израчунати алгебарски, као {\textstyle {\frac {x^{2}-1}{x-1}}={\frac {(x+1)(x-1)}{x-1}}=x+1} за све реалне бројеве x ≠ 1.
Сада, пошто је x + 1 континуирано у x на 1, може се унети 1 за x, што доводи до једначине
{\displaystyle \lim _{x\to 1}{\frac {x^{2}-1}{x-1}}=1+1=2.}
Поред лимита на коначним вредностима, функције могу имати и лимите у бесконачности. На пример, размотрите функцију
{\displaystyle f(x)={\frac {2x-1}{x}}}
где је:
- f(100) = 1.9900
- f(1000) = 1.9990
- f(10000) = 1.9999

Како x постаје изузетно велико, вредност f(x) се приближава 2, а вредност f(x) се може учинити што ближе 2 колико се може пожелети – тако што ће x учинити довољно великим. Дакле, у овом случају, лимит f(x) како се x  приближава бесконачности је 2, или у математичкој нотацији,
{\displaystyle \lim _{x\to \infty }{\frac {2x-1}{x}}=2.}

## Гранична вредност низа
Размотрите следећи низ: 1,79, 1,799, 1,7999, … Може се приметити да се бројеви „приближавају“ 1,8, граници низа.
Формално, претпоставимо да је a1, a2, … низ реалних бројева. Може се рећи да је реални број L граница овог низа, наиме:
{\displaystyle \lim _{n\to \infty }a_{n}=L}
који се чита као
„Граница an када се n приближава бесконачности једнака је L”
ако и само ако
за сваки реалан број ε > 0, постоји природан број N такав да за свако n > N, постоји |an − L| < ε.
Интуитивно, то значи да се на крају сви елементи низа произвољно приближавају граници, пошто је апсолутна вредност |an − L| растојање између an и L. Нема сваки низ лимит; ако има, онда се назива конвергентним, а ако не, онда је дивергентан. Може се показати да конвергентни низ има само једну границу.
Граница низа и граница функције су уско повезани. С једне стране, граница када се n приближава бесконачности низа {an} је једноставно лимит у бесконачности функције a(n)—дефинисане на природним бројевима {n}. С друге стране, ако је X домен функције f(x) и ако се лимит n приближава бесконачности функције f(xn) као L за сваки произвољни низ тачака {xn} у {X – {x0}} који конвергира на x0, тада је лимит функције f(x) како се x приближава x0 једна L. Један такав низ би био {x0 + 1/n}.

## Конвергенција и фиксна тачка
Формална дефиниција конвергенције може се дати на следећи начин. Претпоставимо да {\displaystyle p_{n}} као {\displaystyle n} иде од {\displaystyle 0} до {\displaystyle \infty } јесте низ који конвергира у {\displaystyle p}, са {\displaystyle p_{n}\neq p} за свако {\displaystyle n}. Ако позитивне константе {\displaystyle \lambda } и {\displaystyle \alpha } постоје са
{\displaystyle \lim _{n\to \infty }{\frac {\left|p_{n+1}-p\right|}{\left|p_{n}-p\right|^{\alpha }}}=\lambda }
онда {\displaystyle p_{n}} као {\displaystyle n} иде од {\displaystyle 0} до {\displaystyle \infty } и конвергира у {\displaystyle p} реда {\displaystyle \alpha }, са константом асимптотске грешке {\displaystyle \lambda }.
За дату функцију {\displaystyle f} са фиксном тачком {\displaystyle p}, постоји контролна листа за проверу конвергенције низа {\displaystyle p_{n}}.
1. Прво треба проверити да ли је p заиста фиксна тачка:
{\displaystyle f(p)=p}
2. Треба проверити линеарну конвергенцију. Почиње се тако што се проналази {\displaystyle \left|f'(p)\right|}. Ако …

| {\displaystyle \left\|f'(p)\right\|\in (0,1)} | онда постоји линеарна конвергенција                                                                            |
| {\displaystyle \left\|f'(p)\right\|>1}        | серија дивергира                                                                                               |
| {\displaystyle \left\|f'(p)\right\|=0}        | онда постоји барем линеарна конвергенција и можда нешто боље, израз треба проверити за квадратну конвергенцију |

1. Ако се утврди да постоји нешто боље од линеарног, израз треба проверити на квадратну конвергенцију. Почиње се тако што се проналази {\displaystyle \left|f''(p)\right|} ако…

| {\displaystyle \left\|f''(p)\right\|\neq 0}      | онда постоји квадратна конвергенција под условом да је {\displaystyle f''(p)} континуирана |
| {\displaystyle \left\|f''(p)\right\|=0}          | онда постоји нешто чак и боље од квадратне конвергенције                                   |
| {\displaystyle \left\|f''(p)\right\|} не постоји | онда постоји конвергенција која је боља од линеарне, али још увек није квадратна           |

## Израчунљивост границе
Ограничења могу бити тешко израчунљива. Постоје гранични изрази чији је модул конвергенције неодлучив. У теорији рекурзије, гранична лема доказује да је могуће кодирати неодлучиве проблеме користећи лимите.